# Henryk Samsonowicz

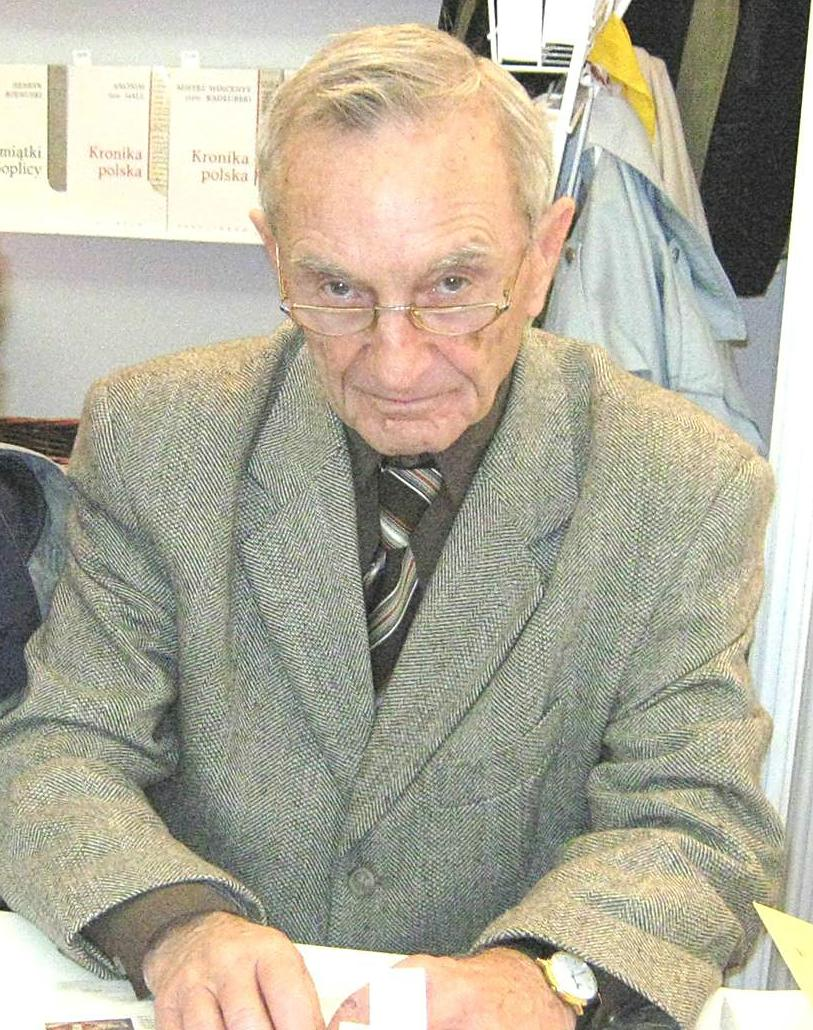
Henryk Samsonowicz (2009)

Henryk Bohdan Samsonowicz (ur. 23 stycznia 1930 w Warszawie, zm. 28 maja 2021 tamże) – polski historyk mediewista i nauczyciel akademicki, profesor nauk humanistycznych. W latach 1980–1982 rektor Uniwersytetu Warszawskiego, w latach 1989–1991 minister edukacji narodowej w rządzie Tadeusza Mazowieckiego. Kawaler Orderu Orła Białego.

## Życiorys

### Wykształcenie i kariera naukowa

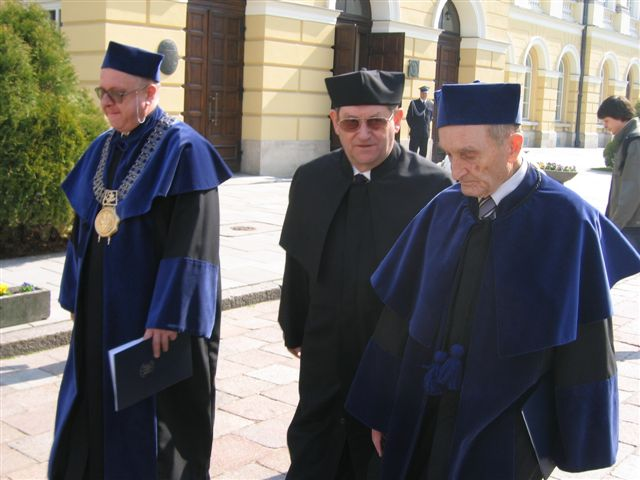
Włodzimierz Lengauer, Norman Davies i Henryk Samsonowicz (2007)

Podczas okupacji niemieckiej uczestniczył w tajnych kompletach, a następnie w tzw. kursach przygotowawczych do szkoły rybackiej przy ul. Siennej 16, zorganizowanych przez nauczycieli z Gimnazjum im. Jana Zamoyskiego. Po wojnie ukończył VII Liceum Ogólnokształcące im. Juliusza Słowackiego.
W 1947 podjął studia historyczne na Wydziale Humanistycznym Uniwersytetu Warszawskiego, których absolwentem został w 1950. Podjął pracę na stanowisku asystenta na macierzystej uczelni. W 1954 otrzymał stopień doktora nauk historycznych, na podstawie pracy kandydackiej zatytułowanej Rzemiosło wiejskie w Polsce w XIV–XVI w. i przygotowanej pod kierunkiem profesora Mariana Małowista. W 1960 habilitował się w oparciu o rozprawę Badania nad kapitałem mieszczańskim Gdańska w drugiej połowie XV wieku. W 1969 otrzymał tytuł naukowy profesora nauk humanistycznych.
Profesorem nadzwyczajnym został w 1971, a dziewięć lat później profesorem zwyczajnym w zakresie nauk humanistycznych. W latach 1964–2009 prowadził seminarium magisterskie, w 1969 zaczął kierować mediewistycznym i nowożytnym seminarium doktorskim w Instytucie Historycznym. Wypromował 11 doktorów.
Od 1967 był prodziekanem Wydziału Historycznego UW, w okresie 1970–1973 pełnił funkcję dziekana tej jednostki. W latach 1975–1980 był dyrektorem Instytutu Historycznego, z którym zawodowo związany był nieprzerwanie od 1950. Od 1 października 1980 do 8 kwietnia 1982 pełnił funkcję rektora Uniwersytetu Warszawskiego.
Od 1978 do 1982 pełnił funkcję prezesa Polskiego Towarzystwa Historycznego, w 1982 został członkiem Towarzystwa Naukowego Warszawskiego.
W latach 1991–1996 był wiceprzewodniczącym Komitetu Badań Naukowych, w 1994 został członkiem korespondentem Polskiej Akademii Nauk, w latach 1999–2006 przewodniczył Wydziałowi I Nauk Społecznych PAN. W 2002 został członkiem rzeczywistym PAN, zasiadł też w jej prezydium. Został wykładowcą Akademii Humanistycznej w Pułtusku, a także członkiem Polskiej Akademii Umiejętności, Academia Europaea i innych instytucji naukowych. Wszedł w skład m.in. jury Nagrody Naukowej KLIO. Zasiadał w Komitecie Nauk Historycznych Polskiej Akademii Nauk.
Opublikował około 800 prac naukowych, głównie z zakresu historii Polski okresu średniowiecza, w tym 16 książek i podręczników uniwersyteckich. Bywał też ekspertem teleturnieju Wielka gra. W 1975 organizował pierwszą olimpiadę historyczną. Wśród jego uczniów znaleźli się Agnieszka Bartoszewicz, Wojciech Fałkowski, Zbigniew Morawski, Grzegorz Myśliwski, Jerzy Pysiak, Paweł Żmudzki.

### Działalność polityczna
W latach 1956–1982 należał do Polskiej Zjednoczonej Partii Robotniczej. Od 1959 do 1961 pełnił funkcję I sekretarza komitetu uczelnianego PZPR na UW. Z partii został usunięty wkrótce po wprowadzeniu stanu wojennego. W 1968 był jedynym z pięciu orzekających członków Wyższej Komisji Dyscyplinarnej przy ministrze oświaty i szkolnictwa wyższego dla pracowników naukowo-dydaktycznych szkół wyższych, który zagłosował przeciwko podtrzymaniu decyzji uczelnianej komisji dyscyplinarnej, na mocy której zwolniono z pracy profesora Damazego Tilgnera.
Podczas wydarzeń sierpniowych w 1980 przyłączył się do skierowanego do władz komunistycznych apelu 64 naukowców, literatów i publicystów o podjęcie dialogu ze strajkującymi robotnikami. Od tegoż roku działał w Niezależnym Samorządnym Związku Zawodowym „Solidarność”. W 1985 brał udział w przygotowaniu opracowania zatytułowanego Raport. Polska 5 lat po sierpniu. W 1988 został członkiem Komitetu Obywatelskiego przy Lechu Wałęsie, objął w jego ramach funkcję przewodniczącego komisji nauki i oświaty. W 1989 brał udział w obradach plenarnych Okrągłego Stołu. Po wyborach do Sejmu kontraktowego został ministrem edukacji narodowej w rządzie Tadeusza Mazowieckiego. Jedną z podjętych wówczas decyzji była ta o wprowadzeniu nauczania religii do szkół publicznych. Urząd ministra sprawował do stycznia 1991.
Był członkiem komitetu poparcia Bronisława Komorowskiego przed wyborami prezydenckimi w 2010 i w 2015.

## Odznaczenia i wyróżnienia

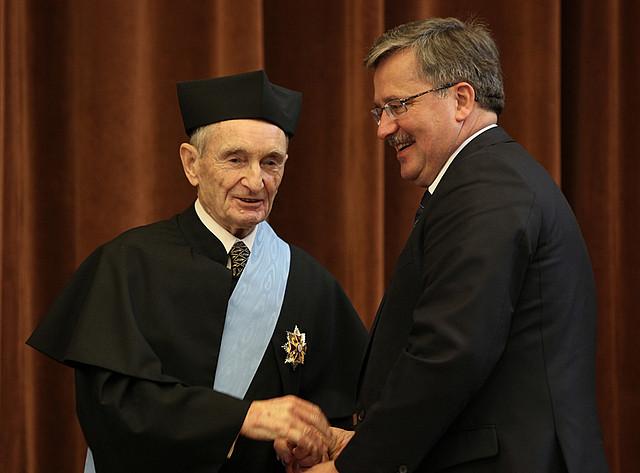
Henryk Samsonowicz i prezydent RP Bronisław Komorowski podczas dekoracji Orderem Orła Białego

W 2010 prezydent Bronisław Komorowski odznaczył go Orderem Orła Białego, a 25 lutego 2011 powołał go w skład kapituły tego orderu. W listopadzie 2015 w proteście przeciwko decyzji prezydenta RP Andrzeja Dudy o ułaskawieniu Mariusza Kamińskiego zrezygnował z członkostwa w kapitule.
Odznaczony Krzyżem Komandorskim z Gwiazdą Orderu Odrodzenia Polski w 1998. Wyróżniony Odznaką Honorową „Zasłużony dla Mazowsza” oraz Medalem Stulecia Odzyskanej Niepodległości.
W czasach PRL otrzymał Krzyż Kawalerski, Oficerski i Komandorski Orderu Odrodzenia Polski, Złoty Krzyż Zasługi i Medal Komisji Edukacji Narodowej. W 1984 wyróżniony Legią Honorową IV klasy.
Otrzymał tytuły doktora honoris causa Duquesne University w USA (1981), Akademii Pedagogicznej w Krakowie (1994), Uniwersytetu Mikołaja Kopernika (1998), Uniwersytetu im. Marii Curie-Skłodowskiej w Lublinie (2002), Uniwersytetu Humanistyczno-Przyrodniczego Jana Kochanowskiego w Kielcach (wówczas Akademii Świętokrzyskiej, 2005), Uniwersytetu Wrocławskiego (2007) oraz Uniwersytetu Opolskiego (2009), Uniwersytetu Gdańskiego (2009), Akademii im. Jana Długosza w Częstochowie (2010), Uniwersytetu im. Adama Mickiewicza w Poznaniu (2014) i Uniwersytetu Jagiellońskiego (2015).
Został honorowym obywatelem Sandomierza (2004), gminy Długosiodło (2006), Ostrowca Świętokrzyskiego (2008), Pułtuska (2008) oraz Warszawy (2015).
Wyróżniony Nagrodą Prezydenta Miasta Gdańska w Dziedzinie Kultury (2000), Nagrodą im. Profesora Hugona Steinhausa (2001) oraz Perłą Honorową Polskiej Gospodarki w kategorii nauka (2014).

## Życie prywatne
Pochodził z rodziny pieczętującej się herbem Lis. Był synem geologa Jana Samsonowicza oraz Henryki z Korwin-Krukowskich, członkini Polskiej Organizacji Wojskowej, a w okresie międzywojennym gimnazjalnej nauczycielki geografii. Miał starsze rodzeństwo: brata Andrzeja i siostrę Annę.
Od urodzenia mieszkał w kamienicy przy ul. Wilczej 22. 10 czerwca 2021 został pochowany w alei zasłużonych na cmentarzu Powązkowskim w Warszawie (rząd 1, miejsce 103–105).

## Publikacje
- Rzemiosło wiejskie w Polsce XIV–XVI w., PWN, Warszawa 1954.
- Hanza władczyni mórz, Książka i Wiedza, Warszawa 1958.
- Badania nad kapitałem mieszczańskim Gdańska w II połowie XV w., Uniwersytet Warszawski, Warszawa 1960 (tłum. niemieckie 1969).
- Historia Polski do roku 1795, Państwowe Zakłady Wydawnictw Szkolnych, Warszawa 1967.
- Późne średniowiecze miast nadbałtyckich. Studia z dziejów Hanzy nad Bałtykiem w XIV–XV w., PWN, Warszawa 1968.
- Życie miasta średniowiecznego, PWN, Warszawa 1970.
- Złota jesień polskiego średniowiecza, Wiedza Powszechna, Warszawa 1971.
- Dziedzictwo Średniowiecza. Mity i rzeczywistość, Zakład Narodowy im. Ossolińskich, Wrocław 1991.
- Miejsce Polski w Europie, Bellona, Warszawa 1995 (tłum. niemieckie 1997).
- Tysiącletnie dzieje (wraz z Januszem Tazbirem), Wyd. Dolnośląskie, Wrocław 1997.
- Idea uniwersytetu u schyłku tysiąclecia (współautor), FNP, Warszawa 1998.
- Północ-Południe, Zakład Narodowy im. Ossolińskich, Wrocław 1999.
- Narodziny średniowiecznej Europy (red., wstęp), Bellona, Warszawa 1999.
- Ziemie polskie w X wieku i ich znaczenie w kształtowaniu się nowej mapy Europy (red.), Universitas, Kraków 2000.
- Długi wiek X. Z dziejów powstawania Europy, Poznańskie Towarzystwo Przyjaciół Nauk, Poznań 2002 (tłum. niemieckie 2009).
- Polska. Losy państwa i narodu do 1939 roku (współautor), Iskry, Warszawa 2003.
- Konrad Mazowiecki (1187/88 – 31 VIII 1247), Wydawnictwo Avalon T. Janowski, Kraków 2008.
- Prawda i fałsz. O polskiej chwale i wstydzie (współautor), Wyd. Stopka Łomża 2010.
- Nieznane dzieje Polski. W Europie czy na jej skraju?, Bellona, Warszawa 2012.
- Szkice o mieście średniowiecznym, Wydawnictwa Drugie, Warszawa 2014.
- Studia nad postrzeganiem przestrzeni przez ludzi średniowiecza, Wydawnictwo Nauka i Innowacje, Poznań 2015.